# Infected Disarray
Infected Disarray ist eine britische Death-Metal- und Grindcore-Band. die im Jahr 2000 gegründet wurde.

## Geschichte
Die Band wurde im Jahr 2000 von dem Sänger Eddie „Ed“ Ruffles, dem Schlagzeuger Jon „Rushy“ Rushforth, den Gitarristen Paul Martin und Lal Vipulananthan sowie dem Bassisten Steve Smith gegründet. Im Jahr 2001 folgte ein erstes Demo, das drei Lieder umfasste, wonach sich die Gruppe von Vipulananthan und Smith trennte. Im Jahr 2004 kamen der Gitarrist Tom Bradfield und der Bassist Tom Carter als Ersatz zur Besetzung. In dieser neuen Besetzung folgte über Unique Leader Records im Februar 2009 das Debütalbum Disseminating Obscenity. Das Album sollte ursprünglich schon im Oktober 2001 bei Deadsun Records erscheinen.

## Stil
Das erste Demo ordnete Frank Stöver von voicesfromthedarkside.de dem Grindcore zu, wobei der gutturale Gesang extrem tief sei. Laut Ewan Gibb von transcendingobscurity.com spiele die Band auf Disseminating Obscenity eine technisch leicht anspruchsvolle Mischung aus aggressivem Death Metal und Grindcore. Die Arrangements der Lieder seien komplex, während diese mit Breakdowns durchsetzt seien. Die Musik sei in Sachen Brutalität mit den US-amerikanischen Disgorge und technischem Anspruch mit Defeated Sanity vergleichbar.

## Diskografie
- 2001: Promo '01 (Demo, Eigenveröffentlichung)
- 2003: 100 Day Killing Spree (Split mit Jäzzus, Mukeka di Rato und Mass Genocide Process, Extremist Records)
- 2009: Disseminating Obscenity (Album, Unique Leader Records)